# SISTAR
SISTAR（韓語：씨스타）是韓國STARSHIP娛樂於2010年推出的女子音樂團體，由隊長孝琳、寶拉、韶宥及多順四人組成。SISTAR是拥有九首以上单曲销量排名第一的知名KPOP女團，也创下了流行音乐榜连续九次第一名的记录。2010年6月3日，推出首張單曲《Push Push》，翌日於KBS2《Music Bank》正式出道。「SISTAR」（發音： /ˈsɪstɑːr/）意思是想與大明星們（Star）成為好姐妹（Sister）；歌迷名稱為「STAR1」（스타일，英語發音：/s'tɑɪl/），意為「SISTAR NO.1」，另一層含義則是SISTAR和歌迷是一體的。
2011年4月29日，官方宣布SISTAR推出子團體SISTAR19（韓語：씨스타19），由孝琳和寶拉組成。2017年，成員決定不以團體身分續約，並將專注於個人活動。組合於6月3日約滿後解散，5月31日的單曲成為組合的最後活動。

## 成員資料
| 成員列表 | 成員列表 | 成員列表 | 成員列表 | 成員列表 | 成員列表     | 成員列表                       | 成員列表 |
| 藝名     | 藝名     | 藝名     | 本名     | 本名     | 本名         | 出生日期/地點                  | SISTAR19 |
| 漢字     | 諺文     | 英文     | 漢字     | 諺文     | 羅馬拼音     | 出生日期/地點                  | SISTAR19 |
| -------- | -------- | -------- | -------- | -------- | ------------ | ------------------------------ | -------- |
| 寶拉     | 보라     | Bora     | 尹寶拉   | 윤보라   | Yoon Bora    | 1989年12月30日 · 首爾特別市    |          |
| 孝琳     | 효린     | Hyorin   | 金孝靜   | 김효정   | Kim Hyojung  | 1990年12月11日 · 仁川廣域市    |          |
| 韶宥     | 소유     | Soyou    | 姜知賢   | 강지현   | Kang Jihyeon | 1991年9月12日 · 濟州特別自治道 |          |
| 多順     | 다솜     | Dasom    | 金多順   | 김다솜   | Kim Dasom    | 1993年5月6日 · 京畿道廣州市    |          |

## 子團體
2011年4月29日，STARSHIP娛樂宣布SISTAR推出子團體SISTAR19，由富有力量嗓音的孝琳和強悍饒舌技巧的寶拉2人組成。團名的19，意思是擁有將少女和淑女界線之19歲的愛情、感情融入到音樂中。4月29日，公開數碼單曲《Ma Boy》MV預告，並在5月3日，公開數碼單曲《Ma Boy》完整版MV。5月5日，SISTAR19在Mnet《M! Countdown》進行SISTAR19的出道舞台，表演《Ma Boy》。
2013年1月24日，STARSHIP娛樂公開子團體再次回歸概念照，圖中孝琳和寶拉在床上展現她們性感的S線條，1月25日透過Naver音樂公開SISTAR19第二波回歸概念照。1月29日，公開子團體SISTAR19《Gone Not Around Any Longer》MV預告，為SISTAR19出道以來第二次回歸。1月31日，SISTAR19發行首張迷你專輯《Gone Not Around Any Longer》，並在Mnet《M! Countdown》進行回歸舞台，表演《SISTAR19 (Intro)》和《Gone Not Around Any Longer》。本次的回歸共贏得11個一位。

## 經歷

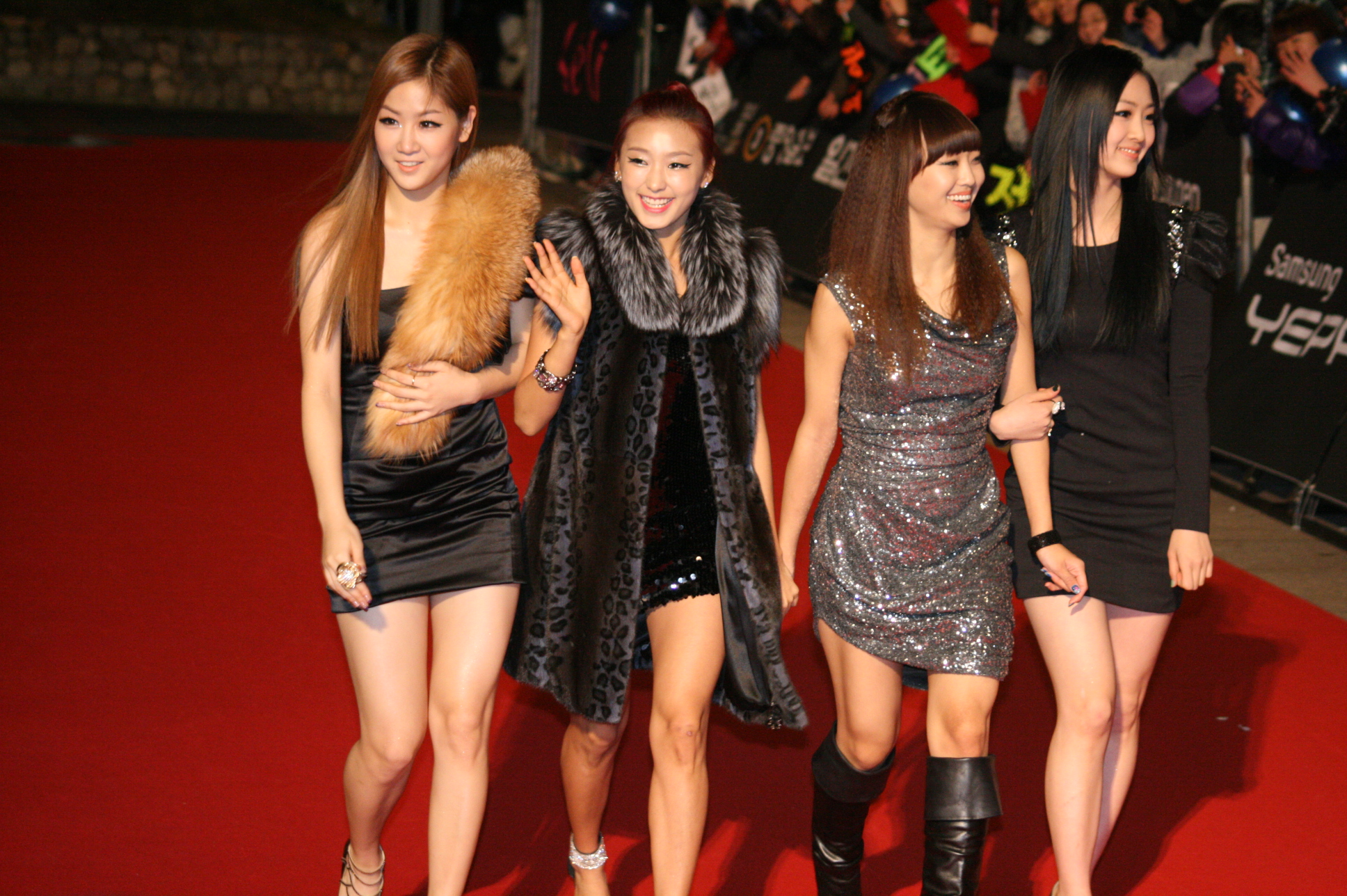
2010年出席金唱片獎頒獎典禮的SISTAR

### 2010年
早於2010年3月，SISTAR開始拍攝廣告及雜誌，並於6月1日，公司正式公布推出全新女子團體SISTAR，公開出道曲《Push Push》MV預告，4位成員包括孝琳、寶拉、韶宥及多順。6月3日，SISTAR推出首張單曲《Push Push》，翌日於KBS2《Music Bank》正式出道。
8月25日，SISTAR發行第二張單曲《Shady Girl》，Super Junior成員金希澈亦參與歌曲MV拍攝。同日，舉行第二張單曲出售紀念“1'st Super Showcase”。在8月28日舉行的《Y-STAR LIVE POWER音樂會》中，成員寶拉摔倒在舞台，左手拇指骨折，其他成員暫停表演，讓寶拉短暫退場檢查傷勢。於數分鐘後，寶拉仍重返舞台完成表演。
11月23日，SISTAR發行第三張單曲《How Dare You》，更在12月17日《Music Bank》中獲得出道以來首個歌曲冠軍。SISTAR出席了2010年金唱片獎頒獎典禮，獲得了新人賞。

### 2011年
8月9日，SISTAR正式推出專輯《SO COOL》，同時公開同名歌曲《SO COOL》完整版MV。專輯共收錄了12首歌曲，分別有8首新歌，以及4首過去的歌曲。歌曲《SO COOL》於8月25日登上了「Korea K-Pop Hot 100」第一位。但《So Cool》的舞蹈受到強烈的爭議，MV中的“尾巴舞”被評價為不雅，需修正後才能在舞台進行回歸表演。《Girls Do It》是《SO COOL》是第二主打，也是《SO COOL》的後續曲，但被MBC評價為不適合播出，原因是其中一句歌詞具有攻擊意味，歌詞中「像臭蟲一樣黏著」被認為具有攻擊性，所以最後並未作為後續曲。SISTAR在Mnet《M! Countdown》、KBS2《Music Bank》、MBC《Show! 音樂中心》、SBS《SBS人氣歌謠》中，曾以主打歌《So Cool》和《Girls Do It》兩首歌進行了回歸舞台，但當時《Girls Do It》一曲只唱了第一部份，沒有受到指責。

### 2012年
4月12日，SISTAR發行首張迷你專輯《ALONE》。《ALONE》MV取景於美國拉斯維加斯，在4月6－9日，相繼公開寶拉、孝琳、韶宥及多順版預告。26日，Sistar首次憑《ALONE》於Mnet《M! Countdown》獲得歌曲冠軍。而《ALONE》亦在4月27日和5月4中的KBS2《Music Bank》，5月1日的MBC《Show Champion》，4月29日和5月6中的SBS《人氣歌謠》獲得歌曲冠軍。SISTAR憑《ALONE》一曲總共贏得6個獎項。
6月28日，SISTAR發行首張夏日特別專輯《Loving U》。 6月22－25日相繼公開孝琳、多順、韶宥、寶拉的預告概念照，26日公開MV預告。而新歌MV取景於夏威夷，公司透露歌曲MV共花約兩億韓圜製作。這張夏季專輯共收錄了兩首新歌「LOVING U」、「Holiday」以及五首過去歌曲的Remix版本。而《Loving U》一曲在7月13日和8月3日中的《Music Bank》獲得了歌曲冠軍。

### 2013年
2月23日，福布斯公布2013韓国福布斯名人榜(即2012年度)，SISTAR出道2年半首次打入福布斯名人榜， 排名第26位。
6月11日，SISTAR發行第二張正規專輯《GIVE IT TO ME》。6月4日公開專輯歌單，共收錄11首新歌。6月5日公布第二張正規專輯宣傳照，6月6日，公開《GIVE IT TO ME》MV預告。6月10日，公開《GIVE IT TO ME》MV第二版本預告。6月11日，SISTAR發行第二張正規專輯《GIVE IT TO ME》，更舉行回歸公演，並公開《GIVE IT TO ME》完整版 MV。而《GIVE IT TO ME》一曲獲得了11個歌曲冠軍，是她們目前單曲贏得最多的單曲獎項數量。《GIVE IT TO ME》一共在melon破表13次。
7月29日，有報導指出，正當SISTAR結束《Give It To Me》的宣傳，大家都在休息中，但孝琳仍然回到公司的練習室與舞蹈老師一起排練新的舞蹈。根據公司表示，孝琳的個人出道已經計劃了一陣子，畢竟在眾多韓流歌手中，她擁有一口獨特的好聲音。對於孝琳的個人出道計劃，她用時間去挑選自己的個人形象比專輯的推出時間重要很多，所以要等孝琳準備好才能推出新專輯進行出道。
9月，韶宥與STARSHIP娛樂新設獨立唱片品牌STARSHIP X簽約藝人Mad Clown發表合作數碼單曲《Stupid In Love》，Melon破表一次，並實現九榜實時All-kill，展開正式的打歌活動。這首歌更在MBC《Show! 音樂中心》贏得1位。
11月26日，孝琳發行個人首張正規專輯《Love & Hate》，同日舉行專輯發行紀念公演，宣告正式個人出道。專輯收錄十首全新的歌曲，赴英國倫敦取景拍攝。雙主打《One Way Love》和《Lonely》分佔十大音源榜單的首位，Melon破表一次，專輯其他收錄曲也在音源榜單的上位圈。28日Mnet製作並播出了60分鐘的孝琳個人出道特輯，共表演9首歌曲。

### 2014年

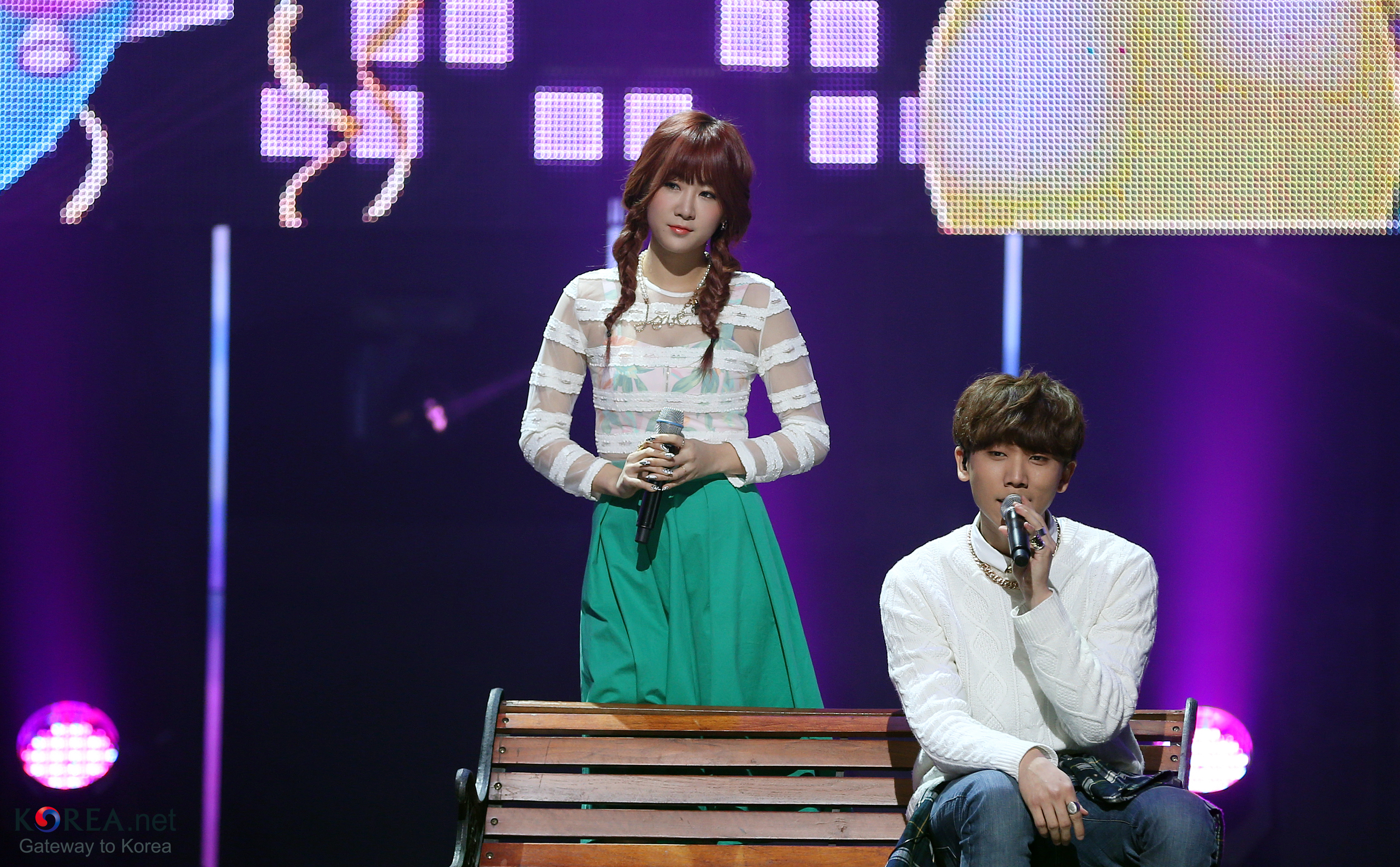
2014年表演《Some》的鄭基高和昭宥

2014年2月，STARSHIP娛樂推出了第二個特別企劃，由韶宥和STARSHIP娛樂子公司STARSHIP X的嘻哈歌手郑基高組成，合作發行單曲《Some》，歌曲中還加入Geeks成員Lil Boi的饒舌。2月4日，於網上公開了出道單曲《Some》的音樂影像預告，音樂影像由多順和B1A4的Baro共同出演。其後於2月6日在Mnet《M! Countdown》公開《Some》的首個回歸舞台，並開始進行宣傳活動，翌日於網上公開單曲《Some》的音源和音樂影像。音源推出後成功橫掃多個音源榜的冠軍，達成多次All-kill。這首歌更在各大音樂節目贏得11個1位，其中在KBS2《Music Bank》中奪下5週冠軍，在Gaon排行榜連續兩周排冠軍，也是Gaon排行榜的二月音源部冠軍，在告示牌「K-pop Hot 100」連續5週冠軍。
2014年3月3日，SBS宣佈寶拉加入《異鄉人醫生》劇組，正式挑戰戲劇演出。據TVReport報導：「寶拉已經通過SBS月火新劇《異鄉人醫生》 的試鏡。」寶拉所屬的公司STARSHIP娛樂說到：“因為是第一次正式演戲，寶拉從確定出演那刻開始就認真研究角色和請教其他人，為當好演員非常用心地準備著。”劇中她與飾演朴勛的李鍾碩像兄弟一樣，但實際上卻偷偷暗戀他，脫北後一直在朴勛身邊生活。
2014年7月10日，STARSHIP娛樂宣佈SISTAR會在7月21日回歸，這次回歸是相隔一年零二個月。这次的主打歌不是再和勇敢兄弟或者二段横踢合作，而是和制作人Rado和崔奎成合作。7月14日，於STARSHIP官方Youtube頻道公開了回歸的音樂影像預告，金寶成在預告中化身「義氣」大叔，釋出一小段在房子裡有趣小故事。7月16、17日，SISTAR官方Twitter分別釋出孝琳、寶拉和韶宥、多順的回歸概念照。 7月18日，LOEN官方Youtube頻道公開了主打歌《Touch My Body》的音樂影像預告，盧弘喆與全炫茂客串演出。同日，Naver音樂公開了更多概念照片及拍攝概念照的花絮。7月21日，Starship及LOEN官方Youtube頻道公開了SISTAR新專輯《TOUCH & MOVE》主打歌《Touch My Body》的音樂影像及音源，及舉行回歸公演。7月22日，STARSHIP娱乐官方Youtube頻道公開了主打歌《Touch My Body》舞蹈練習片段。7月23日，SISTAR第二版概念照公開。7月29日，STARSHIP娱乐官方Youtube頻道公開了《Touch My Body》的Acoustic版本，在吉他旋律的伴奏下也展示SISTAR歌唱實力。
《Touch My Body》推出後成功橫掃多個音源榜的冠軍，如MelOn、Mnet、Naver的日榜和實時榜等，並在音樂節目中獲得多個一位，在SBS《人氣歌謠》和KBS2《Music Bank》更取得三連冠，再次展現SISTAR強大音源實力。
8月18日，STARSHIP娛樂在官方Twitter表示「8月26日！SISTAR 為了報答大家給予《Touch My Body》的熱烈支持，懷著感恩的心準備了這項驚喜禮物！請多多期待喔～XD #SISTAR #ISWEAR」並宣佈SISTAR將於26日推出特別專輯，主打歌為《I Swear》。該曲是二段橫踢和SISTAR很早之前就準備好的。8月19、20日，SISTAR官方Twitter分別釋出韶宥、多順和寶拉、孝琳的回歸概念照，多順在Twitter表示照片是在美國塞班島拍攝的。8月21日，STARSHIP娛樂官方Youtube頻道公開了主打歌《I Swear》的音樂影像預告，在SISTAR官方Facebook也公開了專輯名稱《Sweet & Sour》。8月26日，STARSHIP娛樂及LOEN娛樂官方Youtube頻道公開了SISTAR新專輯《Sweet & Sour》主打歌《I Swear》的音樂影像及音源，MV由曾與趙容弼、Tiger JK合作的形象派音樂人Lumpens執導。8月27日，STARSHIP娛樂官方Youtube頻道公開了主打歌《I Swear》舞蹈練習片段。
8月22日，STARSHIP娛樂與北馬里亞納群島旅遊廳方面22日稱：“SISTAR被任命為馬利亞納旅遊廳宣傳大使，今後將展開多種宣傳活動。”作為宣傳的一部分，7月SISTAR趕赴塞班拍攝了特別專輯《Sweet & Sour》的主題曲《I Swear》MV，介紹美麗怡人的塞班主要旅遊景點，以及餐廳和超市等充滿異國風情的場所。馬利亞納旅遊廳課長申東勳表示：“馬利亞納地區具有的熱情和魅力與SISTAR健康的形象十分吻合。”塞班美麗的海邊和溫和的天氣很適合做何種運動。希望通過這次SISTAR的MV，有更多的南韓遊客感受塞班、享受塞班。
8月18日，STARSHIP娛樂宣佈孝琳將參加MBC中秋特輯《我是歌手2014》，成為首個出演《我是歌手》節目的現役偶像歌手。節目將於9月3日開始錄影。最終獲得全場第二名。
9月16日，SISTAR在官方Twitter上發佈了成員韶宥的宣傳照，並留言道：「Some 2～～？？？？適合金風抽豐的悸動歌曲9月26日行將暴光！！請期待哦」。此前，韶宥和鄭基高推出單曲《Some》收到了巨大的反響，無論是清新的曲風，還是兩人配合的演唱都受到了大家的喜愛，排名也非常靠前，這次韶宥再推合作新曲，大家也紛紛表示非常期待。18日，STARSHIP娛樂在官方Twitter寫道“今天上半年與鄭基高以最棒的合作曲席捲歌謠界的韶宥和Urban Zakapa中的權順日和朴容仁的全新合作曲要公開了”並上傳了三人的合照。三人正在為26日將發表的新曲做最後的準備工作。23日，公開了與組合Urban Zakapa的合唱曲《間隙（The Space Between）》MV預告片，預告片由安宰賢搭檔南寶拉出演。9月26日，MV在STARSHIP娛樂及LOEN娛樂官方Youtube頻道公開。

### 2015年

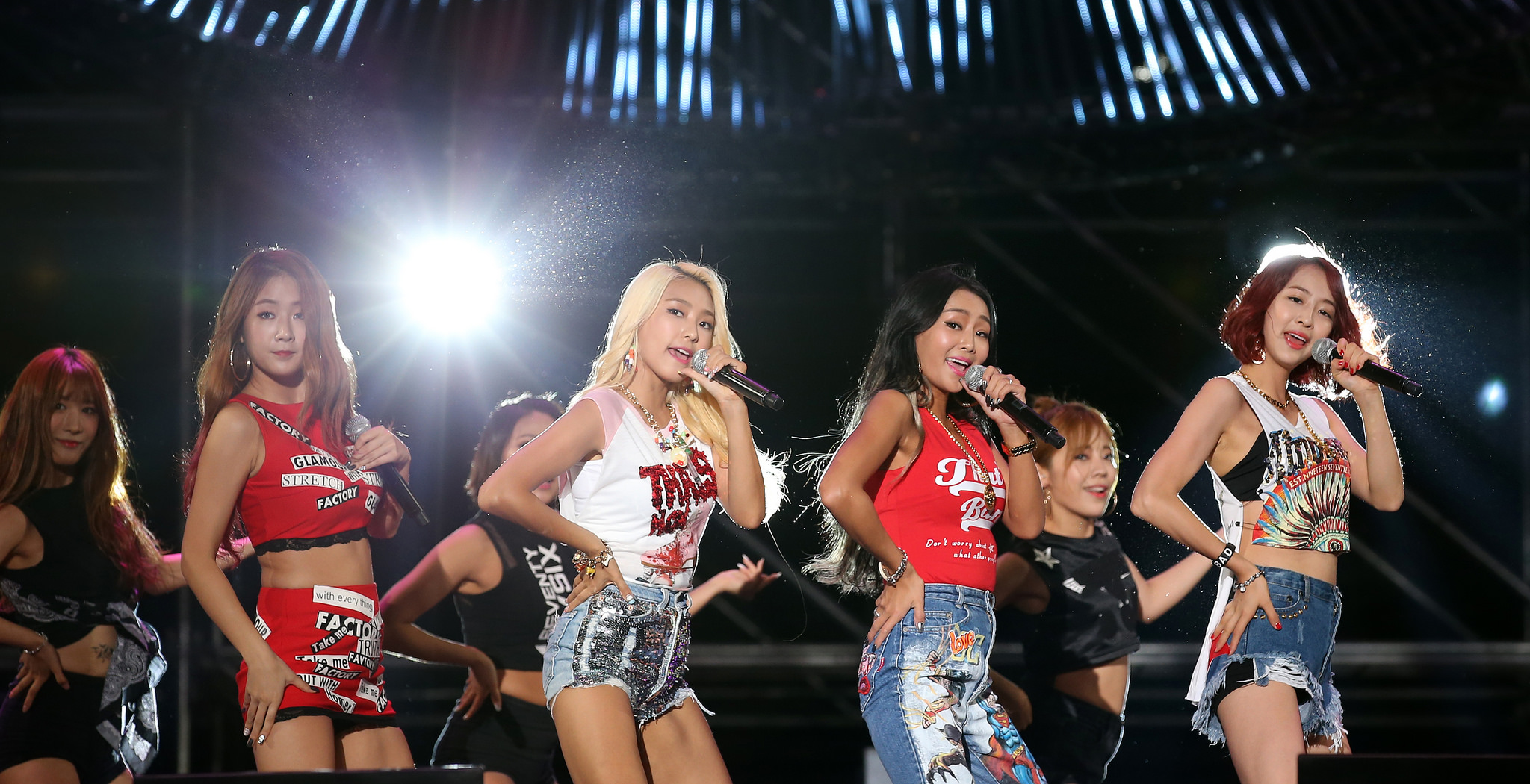
2015年的SISTAR

2月23日，福布斯公布2015韩国福布斯名人榜(即2014年度)，SISTAR排名第10位,女团中排名第2，仅次第9位的少女时代。
6月4日，SISTAR在官方Twitter宣佈於6月第四週回歸，參與本年度夏日回歸的大混戰，這次回歸是相隔十個月。這次的主打歌《SHAKE IT》是繼《Loving U》、《GIVE IT TO ME》及《I Swear》後，再次和二段横踢合作，是一首節奏感強烈的復古舞曲，加上SISTAR清爽的演唱，確立SISTAR「夏日女團」的名號。
6月11日及14日，SISTAR官方Twitter分別釋出第一張和第二張團體回歸概念照，由可愛惡女風化身為性感惡女。6月15日，公開音樂影像預告相片。6月16日，公開SISTAR與明星廚師崔賢錫合作的《SHAKE IT》音樂影像預告。6月17日，LOEN官方Youtube頻道公開了主打歌《SHAKE IT》的音樂影像預告，MONSTA X的Shownu與元虎及NOEL的姜均成客串演出。同日，Naver音樂公開了更多概念照片及拍攝概念照的花絮。6月20日，官方Twitter公佈迷你3輯《SHAKE IT》的曲目列表。
6月22日，STARSHIP娱乐及LOEN娱乐官方Youtube頻道公開了SISTAR新專輯《SHAKE IT》主打歌《SHAKE IT》的音樂錄影帶及音源，並舉行回歸公演。6月23日，SISTAR的《SHAKE IT》在12小時內橫掃十個音源榜的冠軍，如MelOn、Mnet、Naver的日榜和實時榜等，並在MelOn榜5次封頂，再次展示強大音源實力。《shake it》一共在melon破表13次。
孝琳於9月參加「Unpretty Rap Star2」。
9月22日，韶宥與10cm成員權正烈合作的新歌《肩膀Lean on me》發佈，破表多次，並在10月1日播出的 Mnet 音樂節目《M Countdown》中，獲得一位。

### 2016年
6月1日，經紀公司 STARSHIP娛樂向韓國媒體 NEWSEN 表示：「SISTAR 正在準備回歸，將於六月發行新專輯，新歌會是知名作曲家團隊黑眼必勝 (블랙아이드필승) 的作品。」，而成員寶拉也在稍早透過個人 Instagram 預告即將在六月發行第四張迷你專輯的預告照。
本張專輯的主打歌為《I LIKE THAT》，是知名作曲家團隊黑眼必勝 (블랙아이드필승) 繼2014年為 SISTAR 打造《Touch My Body》後，時隔兩年再次與她們合作的作品，令粉絲們都相當期待，除此之外，SISTAR 將於韓國時間21日零時發行迷你四輯《沒我愛》，並在前一天 (20日) 晚間11點透過 V app 進行直播節目，讓粉絲們更加了解這張專輯。
而在途中，官方也於7、8日公開首兩波的謎語概念照，9日公開成員孝琳、寶拉的個人概念照，10日公開成員韶宥、多順的個人概念照，14日公開團體概念照，17日公開《I LIKE THAT》預告。
6月21日，官方公開第四張迷你專輯《沒我愛》全輯音源以及主打歌《I LIKE THAT》MV，主打歌音源一公開，即空降Melon、Genie等音源榜一位。
6月24日，KBS MUSIC BANK <2016上半年結算特輯> 為SISTAR特輯，演繹出許多SISTAR名曲，包括《TOUCH MY BODY》、《LOVING U》、《SHAKE IT》、《I SWEAR》等。除了寶拉作為特別MC登場外，昭宥也有合作曲。
截至7月2日為止，SISTAR的《I Like That》MV在YouTube和NAVER TV CAST兩個頻道上，累積突破了1千萬點擊，受到了高度的矚目。
由歌手與素人合作的SBS《Fantastic Duo》，在最近因表演者的驚人實力而屢掀話題；先前登台的藝人不是個人歌手便是男團，如今SISTAR獲邀登上節目，將成為節目中的第一組偶像女團！

### 2017年
2月14日韶宥與EXO伯賢合唱비가 와（RAIN），即刻在韓國兩大音網站MelOn和genie空破一位，成為韶宥第一首空破一位的單曲，並於當日韓國上午九點登上8個音源榜的第1位。在2月26日SBS人氣歌謠中，音源分滿分，最終排名第二。
孝琳與全球電音巨頭Spinnin'Records簽訂了唱片合約，成為亞洲首位，也是K POP首位與全球電音巨頭Spinnin'Records簽訂了合約的藝人，並將於3月中旬發行與Justin Oh的合作曲。另外，孝琳將於3月出席在美國德克薩斯州奧斯汀舉辦的北美最大音樂慶典“South By Southwest”。
4月19日，經紀公司STARSHIP娛樂方面公開旗下女團SISTAR成員寶拉出演的Naver TV telecine網路電影《Irish Uppercut》的海報。公開的海報中，寶拉半盤起頭髮，面露機靈的神情，引起粉絲關注。片中，寶拉飾演地獄底層的陰間使者杜海娜（音）；演員金知碩飾演在人間一事無成，具有五年年資的基層廚師吳士亨（音）。該片敘述兩人相遇後在陰間的PUB「Irish Uppercut」中發生的各種故事。另外，《Irish Uppercut》是韓國首部Telecine（網路電影），以新的電視劇形式開啟韓國電視劇的另一幕。先前，寶拉曾出演SBS電視劇《異鄉人醫生》、網路劇《馬屁精》和《高品格單戀》，本次在片中飾演可愛陰間使者的寶拉將展現何種面貌，深受大眾期待。
5月10日，SISTAR所屬經紀公司通過官方SNS表示“SISTAR 2017.05.31 COMING SOON”，並公開了一張預告照。在公開的照片中，刺激感性的粉色美術字吸引視線。據悉，SISTAR此次將與曾合作過《TOUCH MY BODY》《I LIKE THAT》的黑眼必勝再次聯手，並計劃展現出更加成熟的樣子，令人期待。這次MV將於澳門拍攝。
5月23日，經紀公司STARSHIP娛樂發聲明感謝粉絲7年來的支持，證實她們在新歌活動結束後，正式結束團體活動，據了解，SISTAR合約將在6月初到期，她們經過考量和討論後，最終決定解散，成員孝琳和韶宥將持續歌手之路，而多順和寶拉則轉往綜藝和戲劇，開啟演員之路，而四人是否續留公司，目前仍在討論中。2010年出道後，SISTAR推出《Give It To Me》、《ALONE》、《Touch My Body》等多首輕快、性感舞曲，2015年更以一首《SHAKE IT》奠定「夏日女團」封號，面對此次解散，讓許多粉絲難過喊：「沒有SISTAR的夏天要怎麼過？」，成員們也表示不捨，今下午孝琳、寶拉、韶宥、多順公開親筆信，向粉絲喊話以及感謝，她們為各自的夢想和未來努力，也希望能有更好的表現，期許粉絲能夠繼續支持她們。
同日，經紀公司STARSHIP娛樂也公開了預告。
5月25日，經紀公司STARSHIP娛樂公開了2張4人的合照預告。
5月29日，經紀公司STARSHIP娛樂公開MV預告。
6月1日，SISTAR以6月1日的《M!Countdown》作回歸舞台，相繼出演《音樂銀行》、《音樂中心》和《人氣歌謠》，進行為期一週的打歌活動，然而回歸同時即終結，這也將是SISTAR解散前最後的打歌活動。
SISTAR的《LONELY》在韓國時間上午12時開始橫掃6個音源實時榜的冠軍，並在12小時內MV（1thek 與Starship 頻道）YouTube點擊破兩百萬。
發歌24小時後，YouTube點擊率破三百萬，MELON收聽83萬多。
《M! Countdown》於6月2日下午兩點開放 6月第二週冠軍得主的事前投票，不過網友立刻發現 SISTAR 的告別歌曲 “Lonely” 與 TWICE 的 “Signal” 都不在名單之中。對此Mnet 解釋「只要結束音樂節目活動，就不會出現在事前投票的候選名單中」，然而近來「未登台仍奪冠」甚至「宣傳結束後繼續奪冠」的例子數見不鮮，而 Mnet 也並未事前宣布要更改投票規定，因此回應一出反而使網友的抗議更加激烈。
6月4日，成員出席人氣歌謠的錄製，雖然組合于6月3日已解散，但她們為了粉絲仍義氣出演。隨著人氣歌謠錄製結束後，成員們舉行了迷你見面會，並贈送紀念水壺給在場粉絲。在大家不捨的氣氛中，SISTAR落下帷幕，成員們各自開啟自己新的道路。
2017年，Gaon Chart公開了2017上半年的結算榜單。其中韶宥為韓劇《鬼怪》演唱的ost《I Miss You》下載量達將近100萬（968949）排在第十位。

### 2017年6月-至今
2017年6月3日，宝拉与STARSHIP娱乐合约到期不续约。2017年6月13日，宝拉加入Hook娱乐至2020年7月。2020年8月31日，宝拉加入Keyeast娱乐。
2017年6月3日，多顺与STARSHIP娱乐合约到期不续约，加入子公司King Kong娱乐，以演员身份活动至2021年与King Kong娱乐合约到期不续约。2021年，多顺加入Story J Company。
2017年9月9日，孝琳与STARSHIP娱乐正式宣布合约到期不续约。2017年11月13日，孝琳成立bridge娱乐。
2019年7月20日，SISTAR首張迷你專輯主打歌《Alone》MV觀看次數突破一億，成為SISTAR首支破億MV。
2021年3月18日，SISTAR分隊「SISTAR19」出道曲《Ma Boy》MV觀看次數突破一億，成為SISTAR19首支破億MV，亦為SISTAR第二支破億MV。
2021年7月24日，SISTAR第二張迷你專輯主打歌《Touch my body》MV觀看次數突破一億，成為SISTAR第三支破億MV。
2021年8月10日，孝琳和多顺推出单曲《Summer or Summer》在济州岛拍摄，并通过Stone Music Entertainment频道正式发行。8月12日，登上Naver Now 电台宣传。8月27日，登上KBS World TV《柳喜烈的寫生簿》受邀节目宣传。
2021年9月8日，韶宥与STARSHIP娱乐合约到期不续约。9月30日，韶宥正式加入BPM娱乐。
2022年7月22日，睽違七年活動後，團體時隔5年合體舞台，受邀出演KBS World TV《柳喜烈的寫生簿》第600集，表演多首名曲。

## 單曲成就
- 蓋洛普調查年度歌曲第五
- G榜音源下載年榜第五
- MELON年榜第七
- MNET年榜第三
- BUGS年榜第五
- NAVER年榜第三
- 音樂銀行年終總結第七

- 音樂節目六個一位
- 美國告示牌KPOP榜單連續四週第一
- G榜鈴聲連續四週第一
- G榜試聽連續三週第一
- MELON週榜連續三週第一
- MELON日榜連續19天第一
- NATE鈴聲連續29天日榜第一
- MELON年榜第二
- MNET年榜第二
- BUGS年榜第五
- OLLEH年榜第四
- 音樂銀行年終總結第四
- 美國告示牌KPOP年榜第五
- 2012年蓋洛普調查年度歌曲第二
- G榜音源綜合年榜第三

- 音樂節目兩個一位
- MELON年榜第四
- MNET年榜第三
- BUGS年榜第八
- OLLEH年榜第三
- 美國告示牌KPOP年榜第三
- G榜音源综合年榜第四
- 音樂銀行年終總結第二

- 音樂節目十一個一位（M!Countdown、Music Bank 三連，Music Core、人氣歌謠 兩連）
- Instiz周榜第一
- Instiz Allkill共16次，Perfect Allkill（PK）6次
- Melon周榜連續三周第一
- 美國告示牌KPOP周榜連續兩週第一
- G榜音源综合、鈴聲榜連續兩週第一
- G榜試聽連續四週第一
- G榜的音源综合、下載、BGM榜6月月榜第一
- 七個音源榜的6月月榜第一
- MELON榜空降第一
- MELON榜連續155個小時一位
- MELON榜破表共13次
- MELON日榜共16天第一
- 音源公布第二個小時九大音源榜實時All-kill，共39個小時

## 音樂作品

### 單曲
| 單曲 # | 單曲資料                                                      | 曲目                                                                                             |
| 1st    | 《Push Push》 - 發行日期：2010年6月3日 - 語言：韓語           | 曲目 1. Here We Come 2. 푸쉬푸쉬 (Push Push) 3. Oh Baby 4. Push Push (inst.)                     |
| 2nd    | 《Shady Girl》 - 發行日期：2010年9月1日 - 語言：韓語          | 曲目 1. Drop the beat (feat. B2K) 2. 가식걸 (Shady Girl) 3. 약한 남자 싫어 4. Shady Girl (inst.) |
| 3rd    | 《How Dare You》 - 發行日期：2010年12月3日 - 語言：韓語       | 曲目 1. Mighty SISTAR 2. Over 3. 니까짓게 (How Dare You) 4. How Dare You (inst.)                 |
| 4th    | 《LONELY》（告別單曲） - 發行日期：2017年5月31日 - 語言：韓語 | 曲目 1. LONELY 2. FOR YOU                                                                        |

### 迷你專輯
| 專輯 # | 專輯資料                                                                | 曲目 |
| 1st    | 《ALONE》 - 發行日期：2012年4月12日 - 語言：韓語 - 銷量: 17,802+        | 曲目 1. Come Closer 2. 나혼자 (Alone) 3. No Mercy 4. Lead Me 5. Girls On Top 6. 널 사랑하겠어 (I Choose To Love You) 7. 나혼자 (Alone) (inst.) |
| 2nd    | 《TOUCH & MOVE》 - 發行日期：2014年7月21日 - 語言：韓語 - 銷量: 14,548+ | 曲目 1. Wow 2. Touch my body 3. 나쁜손 (feat. Verbal Jint) 4. But I Love U 5. OK GO! 6. Sunshine                                               |
| 3rd    | 《SHAKE IT》 - 發行日期：2015年6月22日 - 語言：韓語 - 銷量: 19,396+     | 曲目 1. SHAKE IT 2. 像說謊的孩子(애처럼 굴지마) (feat. Giriboy) 3. Good Time 4. 壞蛋 (나쁜놈)(feat. Mad Clown) 5. Go Up                        |
| 4th    | 《沒我愛》 - 發行日期：2016年6月21日 - 語言：韓語 - 銷量:10,248+        | 曲目 1. I LIKE THAT 2. 끈 3. 해볼래 4. Yeah Yeah 5. Say I Love You 6. 이불 덮고 들어 7. I Like That (Inst.)                                    |

### 特別專輯
| 專輯 # | 專輯資料                                                                       | 曲目 |
| 1st    | 夏日特別專輯《Loving U》 - 發行日期：2012年6月28日 - 語言：韓語 - 銷量:19,296+ | 曲目 1. Loving U 2. Holiday 3. Push Push (DJ Rubato Remix) 4. Alone (Smells Remix) 5. Ma Boy (Smells Remix) 6. How dare you (Demicat Remix) 7. So Cool (DJ Rubato Remix) |
| 2nd    | 《Sweet & Sour》 - 發行日期：2014年8月26日 - 語言：韓語                        | 曲目 1. I Swear 2. Hold on Tight 3. Loving U (House Rulez Remix) 4. Touch My Body (Glen Check Remix) 5. Give It To Me (Reno Remix) 6. 있다 없으니까 (Smells Remix)       |

### 正規專輯
| 專輯 # | 專輯資料                                                                | 曲目 |
| 1st    | 《So Cool》 - 發行日期：2011年8月9日 - 語言：韓語 - 銷量:18,815+        | 曲目 1. Lets get the party started 2. 쏘쿨(So Cool) 3. Girls do it 4. Follow me 5. New world 6. 약한 남자 싫어 7. How dare you 8. Over 9. Oh Baby 10. Shady Girl 11. Push Push 12. Ma boy (special ver.) |
| 2nd    | 《Give It To Me》 - 發行日期：2013年6月11日 - 語言：韓語 - 銷量:22,365+ | 曲目 1. Miss SISTAR 2. Give It To Me 3. The Way You Make Me Melt 4. Bad Boy 5. Summer Time 6. A Week 7. Crying 8. Hey You 9. If U Want 10. Up And Down 11. Give It To Me (Inst.)                         |

### 原聲帶
| 發佈日期       | 歌曲名稱                           | 專輯名稱                               | 參與成員                   |
| 2010年8月6日   | 沒關係                             | MBC《Gloria》OST                       | 韶宥、WOO（J2）            |
| 2010年9月17日  | 說我愛你                           | MBC《惡作劇之吻》OST                   | 韶宥                       |
| 2011年10月19日 | 對我來說，因為是你                 | KBS《榮光的在仁》OST                   | 孝琳                       |
| 2012年1月19日  | I Choose To Love You               | 電影《看見愛情2》OST                   | 孝琳                       |
| 2012年2月21日  | Super Star                         | KBS《Dream High 2》OST                 | 芝妍（T-ara）、Ailee、孝琳 |
| 2013年9月1日   | 讓我瘋狂                           | SBS《主君的太陽》OST                   | 孝琳                       |
| 2014年1月7日   | 就一次                             | MBC 《奇皇后 (電視劇)》OST             | 韶宥                       |
| 2014年1月16日  | Let It Go（韓語版）                | 迪士尼動畫電影《冰雪奇緣》韓文版主題曲 | 孝琳                       |
| 2014年1月22日  | 再見                               | SBS《來自星星的你》OST                 | 孝琳                       |
| 2014年3月5日   | YaYaYa                             | KBS《乘著歌聲的愛情》OST               | 多順、金泰亨               |
| 2014年12月9日  | 다이아몬드(Diamond)                | 《冰雪皇后2》主題曲                    | 韶宥                       |
| 2015年5月20日  | Come a little closer（더 가까이）  | MBC《心情好又暖》OST                   | 孝琳                       |
| 2015年9月1日   | 你是我的                           | KBS《奇怪的兒媳》OST                   | 多順                       |
| 2015年10月14日 | 你不懂我                           | MBC《她很漂亮》OST                     | 韶宥、Brother Su           |
| 2015年12月14日 | Turn Around                        | 迪士尼動畫電影《小王子》韓文版主題曲   | 孝琳                       |
| 2016年6月3日   | 對我說（내게 말해줘）              | MBC《好運羅曼史》 OST                  | 韶宥                       |
| 2016年7月15日  | 想你（보고싶어）                   | KBS 《任意依戀》 OST                   | 孝琳                       |
| 2016年7月15日  | 好像都睡了（잠은 다 잤나봐요）     | KBS 《雲畫的月光》 OST                 | 韶宥                       |
| 2016年12月31日 | I Miss You                         | tvN 《孤單又燦爛的神－鬼怪》 OST       | 韶宥                       |
| 2017年1月10日  | 化作彼此的淚（서로의 눈물이 되어） | KBS 《花郎》 OST                       | 孝琳                       |
| 2017年8月27日  | ALWAYS                             | tvN 《名不虛傳》 OST                   | 孝琳                       |
| 2018年1月13日  | Dreamy Love                        | MBC 《金钱之花》 OST                   | 孝琳                       |
| 2018年8月7日   | Just Stay                          | SBS 《雖然30但仍17》 OST               | 孝琳                       |
| 2018年8月20日  | Silence                            | jtbc 《LIFE》 OST                      | 韶宥                       |

### 其他歌曲
| 年份   | 歌曲名稱                     | 參與成員                                                                       | 備註                                                                   |
| 2010年 | WE NEVER GO ALONE            | 全體                                                                           | 2010世界盃應援單曲                                                     |
| 2010年 | Chronos Soul                 | 全體                                                                           | EA Mobile 韓國分公司旗下遊戲《Chronos Sword》                          |
| 2010年 | Super Girl                   | 全體                                                                           | 三星3D電視廣告音樂CF                                                   |
| 2010年 | Magic Drag                   | 張根碩（Feat.孝琳）                                                            | 三星 YEPP CF                                                           |
| 2011年 | Hot Place                    | 全體（Feat. Brave Sound）                                                      | 三星網絡商城主題曲                                                     |
| 2011年 | Ma Boy 2                     | Electroboyz（Feat.孝琳）                                                       | 收錄於《Rebirth》                                                      |
| 2011年 | 기가 차                      | K.Will（Feat.孝琳、Simon D）                                                   | 收錄於《My Heart Is Beating》                                          |
| 2011年 | Pink Romance                 | StarShip Planet                                                                |                                                                        |
| 2012年 | Win The Day                  | Sistar、2PM、4minute、B1A4、Dal★Shabet、MBLAQ、miss A、Nine Muses、ZE:A        | 2012奧運應援歌曲                                                       |
| 2012年 | Officially Missing You, Too  | 韶宥、Geeks                                                                    | 收錄於《re;code EpisodeⅠ》                                             |
| 2012年 | White Love                   | 韶宥、K.Will、正珉                                                             |                                                                        |
| 2012年 | 人魚公主 (Mermaid Princess)  | 寶拉、知英（Kara）、嘉允（4minute）、善伙（Secret）、Lizzy（After School）     | 《2012 SBS歌謠大戰》「The Color of K-Pop」Mystic White團體             |
| 2012年 | This Person                  | 孝琳、Nicole（Kara）、泫雅（4minute）、烋星（Secret）、NaNa（After School）    | 《2012 SBS歌謠大戰》「The Color of K-Pop」Dazzling Red團體             |
| 2013年 | GoodBye                      | 昭宥、洪大光                                                                   | 收錄於《멀어진다》                                                     |
| 2013年 | Hot Wings                    | Dynamic Duo（Feat.孝琳）                                                       | 收錄於《7輯 LUCKYNUMBERS》                                             |
| 2013年 | 착해 빠졌어 (Stupid In Love) | 韶宥、Mad Clown                                                                |                                                                        |
| 2013年 | 눈사탕 (Snow Candy)          | Starship Planet                                                                |                                                                        |
| 2014年 | Some                         | 韶宥、鄭基高（Feat. Lil Boi（Geeks））                                         |                                                                        |
| 2014年 | Without You (견딜만해)       | Madclown（Feat.孝琳）                                                          | 收錄於Mad Clown 的第二張迷你專輯《狠毒》                               |
| 2014年 | 고장난 선풍기 (Faulty Fan)   | MC夢（Feat. Gary（LeeSsang）、孝琳）                                           | 收錄於《6輯 Miss Me Or Diss Me》                                       |
| 2014年 | The Space Between            | 韶宥、權順日、朴容仁（Urban Zakapa）                                           |                                                                        |
| 2014年 | Erase                        | 孝琳、Joo Young（Feat. Iron）                                                  |                                                                        |
| 2014年 | Love Is You                  | Starship Planet                                                                |                                                                        |
| 2015年 | FEEDBACK                     | 寶拉、《Unpretty Rap Star》學員Kisum、Lil cham、Jace                           |                                                                        |
| 2015年 | Dark Panda（다크팬더)        | 孝琳、Block B-ZICO、Paloalto                                                   |                                                                        |
| 2015年 | THE WALL DESTROYER           | 孝琳、Kebee                                                                    |                                                                        |
| 2015年 | Lean On Me(어깨)             | 韶宥、權正烈（10cm)                                                            |                                                                        |
| 2015年 | 사르르 (Softly)              | Starship Planet                                                                |                                                                        |
| 2015年 | 언프리티 랩스타 (Don't stop) | Unpretty Rap Star 2 (孝琳)                                                     | 《Unpretty Rap Star 2》Track #1                                        |
| 2015年 | 사랑 할 때 아니야 (Money)    | 孝琳、朴載範、Geegooin                                                         | 《Unpretty Rap Star 2》Track #5                                        |
| 2015年 | My Love                      | 孝琳、Basick                                                                   | 收錄於《Unpretty Rap Star Semi-final Part 1》                          |
| 2015年 | My Life                      | Sangjuna (feat. 孝琳)                                                          | 收錄於《無限挑戰 嶺東高速公路歌謠祭》EP合輯                            |
| 2015年 | Love Line                    | 孝琳、Jooyoung、Bumkey                                                         |                                                                        |
| 2016年 | One More Day                 | 全體                                                                           |                                                                        |
| 2017年 | You & I                      | 多順、40 (포티)                                                                | Starship Entertainment 獨立音樂企劃「VINTAGE BOX PROJECT」的第四首歌曲 |
| 2017年 | 비가 와（Rain）              | 韶宥、伯賢（EXO）                                                              |                                                                        |
| 2017年 | 완벽해(完美)                 | 韶宥、 Letter Flow                                                             |                                                                        |
| 2017年 | BLUE MOON                    | 孝琳、CHANGMO                                                                  |                                                                        |
| 2021年 | ZERO:ATTITUDE                | 韶宥、IZ*ONE（员英、宫脇咲良、曹柔理、矢吹奈子、权恩妃和本田仁美）、Feat. pH-1 | Zero Pepsi 广告曲                                                      |
| 2021年 | Summer or Summer             | 孝琳、多顺                                                                     |                                                                        |

## 影視作品

### 專屬電視節目
2014：SISTAR's Midnight In Hongkong
2015：SISTAR'S SHOWTIME

## 演唱會
- Sistar《ALONE》公演

| 日期          | 演唱會站次 | 舉行地點               |
| 2012年4月12日 | 首爾站     | 首爾江南區llji藝術中心 |

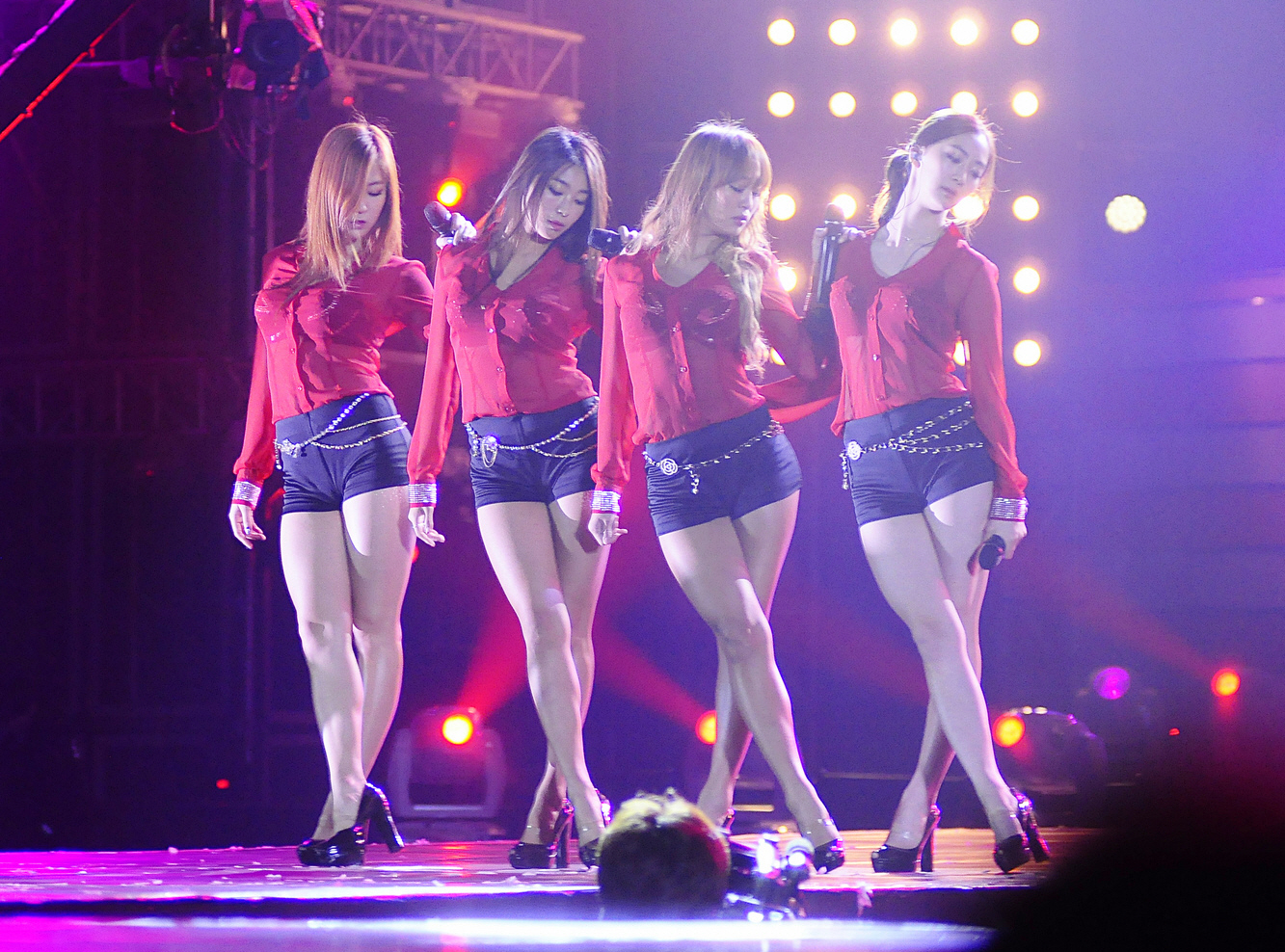
2012年SISTAR在越南出席Music Core in Vietnam

- Sistar首場個人演唱會《FEMME FATALE》

| 日期          | 演唱會站次 | 舉行地點                 |
| 2012年9月15日 | 首爾站     | 奧林匹克公園奧林匹克大廳 |

- Sistar首場粉絲見面會《1st feel the SISTAR Fan Meeting & Live in Japan》

| 日期           | 粉絲會站次 | 舉行地點  |
| 2012年12月16日 | 東京站     | K-STAGE-O |

- Sistar第二次個人演唱會《Sistar Live Concert "S"》

| 日期           | 演唱會站次 | 舉行地點                 |
| 2013年10月12日 | 首爾站     | 奧林匹克公園奧林匹克大廳 |

- Sistar香港首場公演《2014 SISTAR HONG KONG SHOWCASE》

| 日期         | 演唱會站次 | 舉行地點                 |
| 2014年4月2日 | 香港站     | 九龍灣國際展貿中心－匯星 |

- Sistar新加坡粉絲見面會兼Skechers品牌新店開幕《SKECHERS X SISTAR Meet & Greet Session in Singapore》

| 日期         | 演唱會站次 | 舉行地點    |
| 2015年7月1日 | 新加坡站   | ION Orchard |

- 其他大型演唱會

| 日期             | 演唱會名稱                                       | 舉行地點                                 |
| 2011年5月28日    | 2011夢想演唱會                                   | 首爾世界盃競技場                         |
| 2011年8月23日    | K-POP Girls in Love in Power LIVE in HK 2011     | 亞洲國際博覽館                           |
| 2011年2月11日    | HP ENVY迷你演唱會                                | 首爾新村Migliore廣場                     |
| 2011年4月17日    | MBC Korean Music Wave in Bangkok 2011            | 泰國拉加曼加拉體育場                     |
| 2011年8月13日    | 仁川韓流演唱會2011                               | 仁川文鶴世界盃競技場                     |
| 2011年8月16日    | DMZ國際紀錄片電影節和平演唱會                    | 京畿道坡州                               |
| 2011年8月20日    | 新潟K-POP演唱會                                  | 新潟體育場                               |
| 2011年10月28日   | 2011 K-POP SUPER CONCERT                         | 釜山廣安里海水浴場                       |
| 2011年11月8日    | 第13屆中韓歌會                                   | 北京CCTV                                 |
| 2011年11月12日   | K-POP Music Festival in Sydney                   | 悉尼奧林匹克公園                         |
| 2011年11月20日   | K-Friends 2011 Taipei                            | 新北市板橋第一體育場                     |
| 2012年1月26日    | 日本KISS演唱會                                   | 東京國立代代木第一體育館                 |
| 2012年2月8日     | Music Bank in Paris                              | 巴黎Bercy Stadium                        |
| 2012年4月6日     | Music Bank in Vietnam                            | 越南河內國際會展中心                     |
| 2012年4月7日     | MBC Korean Music Wave in Bangkok 2012            | 泰國拉加曼加拉體育場                     |
| 2012年4月26日    | M!CountDown Hello-Japan                          | 埼玉超級競技場                           |
| 2012年4月30日    | W TIME演唱會                                     | 首爾奧林匹克競技場                       |
| 2012年5月12日    | 2012夢想演唱會                                   | 首爾世界盃競技場                         |
| 2012年5月21日    | MBC Korean Music Wave in Google演唱會            | 美國加州Shoreline Amphitheatre           |
| 2012年6月8日     | Music Bank in Jeonju                             | 全州世界盃競技場                         |
| 2012年8月1日     | SBS Super Concert                                | 美國加州Irvine                           |
| 2012年8月4日     | 2012亞洲音樂節                                   | 麗水世博會                               |
| 2012年9月23日    | 慶州夢想演唱會                                   | 慶州市民體育館                           |
| 2012年10月4日    | One Asia Tour 2012 M! Countdown Smile – Thailand | 泰國拉加曼加拉體育場                     |
| 2012年10月4日    | Hallyu Dream Concert大型演唱會                   | 慶州市民運動場                           |
| 2012年11月10日   | K-Pop Super Concert in America                   | 美國加州amphitheater irvine              |
| 2012年10月18日   | 文化時尚演唱會（K-Collection in Okinawa）        | 沖繩Cellular體育場                       |
| 2012年11月29日   | Music Core in Vietnam                            | 河內足球場                               |
| 2012年12月12日   | STAYG4 GMARKET CONCERT                           | 首爾蠶室室內體育館                       |
| 2013年1月31日    | 香港無綫電視新春黃金慶典－韓國站                 | 首爾學生體育場                           |
| 2013年3月9日     | Music Bank in Jakarta                            | 格羅拉蓬卡諾體育場                       |
| 2013年3月16日    | MBC Korean Music Wave in Bangkok 2013            | 泰國拉加曼加拉體育場                     |
| 2013年3月30日    | SISTAR & TAHITI Concert in Cambodia              | Koh Pich Theater                         |
| 2013年4月24日    | M! Countdown 你好－台灣                          | 台北小巨蛋                               |
| 2013年5月11日    | 2013夢想演唱會                                   | 首爾世界盃競技場                         |
| 2013年5月23-24日 | KPOP Dream Live Concert LIVE in Malaysia 2013    | 馬來西亞雲頂                             |
| 2013年7月3日     | M! Countdown Hello-Indonesia                     | 雅加達馬塔餓狼國際體育場                 |
| 2013年8月17日    | Kpop World Music Festival 2013 in Thailand       | 泰國拉加曼加拉體育場                     |
| 2013年9月1日     | 2013 仁川韓流演唱會                              | 仁川文鶴世界盃體育場                     |
| 2013年9月13日    | 2013 樂天家族演唱會                              | 蠶室綜合運動場主競技場                   |
| 2013年11月14日   | 2013 MelOn Music Award                           | 韓國首爾奧林匹克體操競技場               |
| 2013年11月22日   | 2013 Mnet亞洲音樂大獎                            | 亞洲國際博覽館－Arena                    |
| 2014年3月14日    | 五松生物產業世博D200演唱會                       | 清州體育館                               |
| 2014年3月22日    | 2014 HEC Korea Festival                          | STADIUM OF MILITARY ZONE NO.7            |
| 2014年4月12日    | KBS LA K-pop Festival                            | 洛杉磯紀念體育場                         |
| 2014年7月6日     | New Hope演唱會                                   | 首爾君悅酒店                             |
| 2014年8月2日     | 韓國清心音樂節                                   | 清心和平世界中心                         |
| 2014年8月8日     | SHINZU'I White Concert                           | 印尼雅加達－格羅拉蓬加諾綜合運動場體育館 |
| 2014年8月9日     | 束草音樂節（Music Core束草特輯）                 | 韓國江原道束草市青草湖EXPO廣場           |
| 2014年8月16日    | Starship-X Lable Concert                         | 釜山樂天Art Hall                         |
| 2014年9月28日    | 2014 韓流夢想演唱會                              | 慶州市民運動場                           |
| 2014年10月25日   | MBC 2014 Korean Music Wave in Beijing            | 北京鳥巢                                 |
| 2015年5月23日    | 2015 Dream Concert                               | 首爾世界盃競技場                         |
| 2015年8月1日     | KCON 2015 In LA                                  | 洛杉磯會議中心                           |
| 2015年9月12日    | MBC Show!音樂中心 DMC Festival 2015特輯          | 首爾上岩文化廣場                         |
| 2015年9月20日    | 2015 韓流夢想演唱會                              | 慶州市民運動場                           |
| 2015年9月29日    | 釜山國際電影節20週年紀念演唱會                   | 釜山海云台电影殿堂                       |
| 2015年11月25日   | MBN HERO演唱會                                   | 首爾蠶室室內體育館                       |
| 2016年5月28日    | Special M Countdown In China                     | 上海梅賽德斯-奔馳文化中心                |
| 2017年5月28日    | Girl Crush Concert                               | 清州市                                   |

## 獎項

### 主要音樂節目榜單排名
| 主打歌曲排名成績 | 主打歌曲排名成績                                | 主打歌曲排名成績 | 主打歌曲排名成績    | 主打歌曲排名成績       | 主打歌曲排名成績 | 主打歌曲排名成績            | 主打歌曲排名成績     | 主打歌曲排名成績 |
| 專輯 | 歌曲                                            | Mnet 《M! Countdown》 | KBS2 《Music Bank》 | MBC 《Show! 音樂中心》 | SBS 《人氣歌謠》 | MBC Music 《Show Champion》 | SBS MTV 《THE SHOW》 | 備註             |
| 2010年 | 2010年                                          | 2010年 | 2010年              | 2010年                 | 2010年           | 2010年                      | 2010年               | 2010年           |
| --- | ----------------------------------------------- | --- | ------------------- | ---------------------- | ---------------- | --------------------------- | -------------------- | ---------------- |
| Push Push | Push Push                                       | 15 | 7                   |                        | /                | /                           | /                    | 出道             |
| Shady Girl | Shady Girl                                      | 8 | 4                   |                        | TAKE7            | /                           | /                    |                  |
| How Dare You | How Dare You                                    | 2 | 1                   |                        | TAKE7            | /                           | /                    | 跨年進榜         |
| 2011年 |                                                 | |                     |                        |                  |                             |                      |                  |
| So Cool | So Cool                                         | 2 | 2                   |                        | 1                | /                           | /                    |                  |
| 2012年 |                                                 | |                     |                        |                  |                             |                      |                  |
| Alone | Alone                                           | 1 | (1)                 |                        | (1)              | 1                           | /                    | 四台冠軍歌曲     |
| Alone | Lead Me                                         | / | 25                  |                        | /                | /                           | /                    |                  |
| Loving U | Loving U                                        | 2 | (1)                 |                        |                  | /                           | /                    |                  |
| 2013年 |                                                 | |                     |                        |                  |                             |                      |                  |
| Give It To Me | Give It To Me                                   | [1] | [1]                 | (1)                    | (1)              | 1                           | /                    | 五台冠軍歌曲     |
| 2014年 |                                                 | |                     |                        |                  |                             |                      |                  |
| TOUCH & MOVE | Touch My Body                                   | (1) | [1]                 | 2                      | [1]              | /                           | /                    | 三台冠軍歌曲     |
| TOUCH & MOVE | 壞手(Feat.Verbal Jint)                          | / | 9                   | /                      | /                | /                           | /                    |                  |
| Sweet & Sour | I Swear                                         | 1 | 1                   | 1                      | 1                | 1                           | /                    | 五台冠軍歌曲     |
| 2015年 |                                                 | |                     |                        |                  |                             |                      |                  |
| Shake It! | Shake It!                                       | 1 | (1)                 | 2                      | 1                | 1                           | 3                    | 四台冠軍歌曲     |
| Shake It! | 像說謊的孩子                                    | / | 16                  | /                      | 14               | /                           | /                    |                  |
| 2016年 |                                                 | |                     |                        |                  |                             |                      |                  |
| 沒我愛 | I Like That                                     | 1 | 2                   | ｛HOT3｝               | 1                | (1)                         | /                    | 三台冠軍歌曲     |
| 2017年 |                                                 | |                     |                        |                  |                             |                      |                  |
| Lonely | Lonely                                          | / （註3） | 5                   | 3                      | 2                | 2                           | /                    | 最後活動單曲     |
| \| - 「(1)」：兩星期冠軍 - 「[1]」：三星期冠軍 - 「{1}」：四星期冠軍 \| - 「*」：打榜中 - 「 」：該段時期未有設立排行榜 \| - 「TAKE7」：《人氣歌謠》排名候選曲，未能獲得一位 - 「(註)」：《Show! 音樂中心》於2013年4月20日開始設榜 - 「(註二)」：《人氣歌謠》於2013年3月17日開始設榜 - 「(註三)」：《Mcountdown》於2017年6月8日起若停止打歌便無法入榜 \| |                                                 | |                     |                        |                  |                             |                      |                  |
| - 「(1)」：兩星期冠軍 - 「[1]」：三星期冠軍 - 「{1}」：四星期冠軍 | - 「*」：打榜中 - 「 」：該段時期未有設立排行榜 | - 「TAKE7」：《人氣歌謠》排名候選曲，未能獲得一位 - 「(註)」：《Show! 音樂中心》於2013年4月20日開始設榜 - 「(註二)」：《人氣歌謠》於2013年3月17日開始設榜 - 「(註三)」：《Mcountdown》於2017年6月8日起若停止打歌便無法入榜 |                     |                        |                  |                             |                      |                  |

| 各台冠軍歌曲統計                                                             | 各台冠軍歌曲統計 | 各台冠軍歌曲統計 | 各台冠軍歌曲統計 | 各台冠軍歌曲統計 | 各台冠軍歌曲統計 |
| Mnet                                                                         | KBS              | MBC              | SBS              | MBC Music        | SBS MTV          |
| ---------------------------------------------------------------------------- | ---------------- | ---------------- | ---------------- | ---------------- | ---------------- |
| 9                                                                            | 14               | 3                | 11               | 6                | 0                |
| 冠軍歌曲總數：43 三台冠軍歌曲總數：2 四台冠軍歌曲總數：2 五台冠軍歌曲總數：2 |                  |                  |                  |                  |                  |

### 偶像運動會獎項
| 年份 | 名稱                                 | 項目              | 獎項（成員） |
| ---- | ------------------------------------ | ----------------- | ------------ |
| 2010 | 第一屆偶像明星田徑錦標賽             | 女子110米跨欄     | 金牌（寶拉） |
| 2010 | 第一屆偶像明星田徑錦標賽             | 女子100米         | 金牌（寶拉） |
| 2010 | 第一屆偶像明星田徑錦標賽             | 女子100米         | 銅牌（孝琳） |
| 2010 | 第一屆偶像明星田徑錦標賽             | 女子4x100接力     | 金牌         |
| 2010 | 第一屆偶像明星田徑錦標賽             | 女子跳高          | 銀牌（寶拉） |
| 2011 | 第二屆偶像明星田徑游泳錦標賽         | 女子50米          | 金牌（寶拉） |
| 2011 | 第二屆偶像明星田徑游泳錦標賽         | 女子110米欄       | 銅牌（孝琳） |
| 2011 | 第二屆偶像明星田徑游泳錦標賽         | 女子200米競走     | 金牌         |
| 2011 | 第二屆偶像明星田徑游泳錦標賽         | 女子100米         | 銀牌（寶拉） |
| 2011 | 第二屆偶像明星田徑游泳錦標賽         | 女子跳高          | 銅牌（韶宥） |
| 2011 | 第二屆偶像明星田徑游泳錦標賽         | 女子4x100接力     | 金牌         |
| 2012 | 第四屆偶像明星田徑游泳錦標賽         | 女子50米跨欄      | 銀牌（寶拉） |
| 2012 | 第四屆偶像明星田徑游泳錦標賽         | 女子200米競走     | 金牌         |
| 2012 | 第四屆偶像明星田徑游泳錦標賽         | 女子50米          | 銅牌（寶拉） |
| 2012 | 第四屆偶像明星田徑游泳錦標賽         | 女子4x100接力     | 金牌         |
| 2012 | 第五屆偶像明星倫敦奧運會             | 女子團體射箭      | 金牌         |
| 2012 | 第五屆偶像明星倫敦奧運會             | 女子跳高          | 金牌（寶拉） |
| 2012 | 第五屆偶像明星倫敦奧運會             | 女子200米競走     | 金牌         |
| 2012 | 第五屆偶像明星倫敦奧運會             | 女子100米         | 銅牌（寶拉） |
| 2013 | 第六屆偶像明星田徑射箭錦標賽         | 女子跳高          | 銀牌（寶拉） |
| 2013 | 第六屆偶像明星田徑射箭錦標賽         | 女子團體射箭      | 金牌         |
| 2013 | 第六屆偶像明星田徑射箭錦標賽         | 男女混合4x100接力 | 金牌         |
| 2014 | 第八屆偶像明星田徑室内足球射箭錦標賽 | 女子個人射箭      | 銀牌（寶拉） |
| 2015 | 2015偶像明星運動會                   | 女子團體射箭      | 銀牌         |
| 2015 | 2015偶像明星運動會                   | 女子4x100接力     | 金牌         |

## 外部連結
官方網站
- SISTAR韓國官方網站[永久]
- SISTAR（页面存档备份，存于）官方Cafe
- SISTAR的X（前Twitter）
- SISTAR的Facebook專頁
- SISTAR（页面存档备份，存于）在Youtube的播放清單
- SISTAR19（页面存档备份，存于）在YouTube的播放清單

社交網站
- Instagram
  - 寶拉的Instagram帳戶
  - 孝琳的Instagram帳戶
  - 韶宥的Instagram帳戶
  - 多順的Instagram帳戶